# Nick Fury
Nicholas Joseph "Nick" Fury é um personagem fictício que aparece nas histórias em quadrinhos publicadas pela Marvel Comics, conhecido por ser agente e depois líder da agência secreta de espionagem S.H.I.E.L.D..

## Publicação
Criado por Stan Lee e Jack Kirby, Fury fez sua primeira aparição em Maio de 1963 na primeira edição da publicação "Sgt. Fury and his Howling Commandos" ("Sgt. Fury e seu Comando Selvagem", no Brasil).
Herói de guerra do exército americano durante a Segunda Guerra Mundial e atual superespião e agente de elite da S.H.I.E.L.D., Nick Fury é um dos personagens mais influentes do Universo Marvel. Surgindo como um fumante de charutos, líder de uma unidade de elite do exército norte-americano (o Comando Selvagem), Fury tornou-se um agente da CIA e conseguiu ascender ao posto de Comandante Geral da S.H.I.E.L.D., subordinado diretamente ao presidente dos Estados Unidos da América.
Após sua estréia nos "quadrinhos de guerra" da Marvel, Fury apareceria nos dias atuais numa aventura com o Quarteto Fantástico na revista Fantastic Four Vol. 1, #21 (dezembro de 1963). Então, a partir de Strange Tales #135 (agosto de 1965), o personagem se transformou em um tipo de espião no estilo James Bond, sendo o agente líder da agência de espionagem ficcional S.H.I.E.L.D Apesar de artisticamente influente, a série Nick Fury, Agent of S.H.I.E.L.D. não ultrapassou a Década de 1960 e as subsequentes séries do Fury foram esporádicas e não marcantes.
A S.H.I.E.L.D foi a resposta da Marvel Comics à onda de espionagem pop desencadeada pela febre de James Bond nos anos 60. Assim, o personagem Sargento Fury foi reelaborado para se tornar um super agente secreto. O rústico e violento soldado da II Guerra virou um sofisticado e ultratecnológico espião da Guerra Fria. Em uma falha de continuidade, Fury aparecia cada vez mais jovem nos quadrinhos, a medida que era mostrado como uma cópia do agente cinematográfico (série que atingiu o auge quando foi desenhada pelo eclético Jim Steranko). Anos depois a Marvel "explicaria" o fato, mostrando que Fury havia ingerido uma fórmula semelhante a do Capitão América (conhecida pelo nome de fórmula do Super Soldado), que o teria rejuvenescido.
Apesar de não ter série própria, Fury manteve o cargo de diretor da S.H.I.E.L.D. por décadas, tornando-se uma lenda viva nos meios de manutenção da lei e espionagem internacionais. Diversas vezes seus métodos "diretos" o colocaram em confronto contra os burocratas, políticos e outros que controlam e fiscalizam a organização. Em anos recentes, ele teve de promover um grande "expurgo" na agência para dissolver grupos corruptos e ineficientes instalados na diretoria.
Funcionando muitas vezes como contato do governos dos E.U.A., ou da O.N.U. com os super-heróis, Fury teve participação efetiva em muitas sagas. Dado como morto após um confronto com o Justiceiro, Nick Fury na realidade renunciou, por um período, à sua responsabilidade, utilizando secretamente o desativado Projeto Anjo Caído, para voltar no tempo e reviver novamente seu período como comandante na segunda guerra (considerado por ele a melhor fase da sua vida). Porém, a agente Sharon Carter localizou seu paradeiro e chamou-o de volta à realidade, quando ele reassumiu seu cargo como diretor da S.H.I.E.L.D..
Ainda mais recentemente, porém, Fury teve de se afastar da direção da S.H.I.E.L.D. devido ao escândalo da descoberta de seu envolvimento em uma operação não-autorizada contra o governo democraticamente eleito da Latvéria, na qual usou operativos civis como agentes agressores, entre eles os super-heróis Capitão América, Homem-Aranha, Luke Cage e Viúva Negra. Fury desapareceu e hoje é um renegado, procurado para prestar contas por essa operação desastrosa que se tornou conhecida como "Guerra Secreta".

## Biografia ficcional do personagem

### 2° Guerra Mundial
Nick Fury e Hargrove chamam a atenção do tenente "Happy Sam" Sawyer que os alistou em uma missão especial na Holanda. Nesta missão Fury fez conhecimento de seu futuro amigo, o homem forte de circo Timothy "Dum Dum" Dugan. Vendo a ameaça nazista em primeira mão, Hargrove foi movido para dizer que se alistaria, e Fury disse que o seguiria. No entanto Fury não se alistou até 1941, onde ele recebeu nove semanas de treinamento básico em Fort Dix sem Hargrove, na esperança de enfrentar a onda de desemprego nos Estados Unidos. Eventualmente, Fury se reuniu com Hargrove, ambos ficando estacionados em Pearl Harbor.
Após o ataque japonês a Pearl Harbor, Fury foi estimulado pela morte de Hargrove durante o ataque para se juntar aos Rangers dos EUA, e foi eventualmente recrutado e reuniu-se com o Capitão Sawyer que lhe atribuiu o comando do Primeiro Esquadrão de Ataque; Também conhecido como "Comando Selvagem", um grupo de soldados especialmente treinados que realizaram algumas das missões mais perigosas da guerra. Juntamente com Dum Dum Dugan como seu segundo no comando, Fury levou Gabe Jones, Robert "Reb" Ralston, Dino Manelli, Izzy Cohen e Jonathan Juniper, bem como suas adições posteriores Percival Pinkerton e Eric Koenig contra os gostos de Caveira Vermelha, Barão Heinrich Zemo, e outros vilões do Eixo, lutando ao lado de heróis de guerra como o Capitão América e Bucky. Como líder dos Comando Selvagem, Fury golpeou golpe após golpe os nazistas e seus aliados através de missões que variaram de infiltração profunda atrás das linhas inimigas para o trabalho disfarçado e até mesmo algumas ações de frente. Foi durante uma dessas missões que ele conheceu Reed Richards que se tornaria o Sr. Fantástico, líder do Quarteto Fantástico.
Durante a guerra, Fury também cruzou pela primeira vez com seu inimigo mais perigoso, o Barão Wolfgang von Strucker. As derrotas humilhantes de Strucker nas mãos da Fury o levaram a dedicar sua vida em busca vingança. Entre os eventos durante este período de sua vida incluiu as amizades feitas com Dum Dum Dugan e Gabe Jones (ambos os seguiram na SHIELD), e lutando ao lado do herói de guerra e companheiro Capitão América. Também durante a guerra, Fury conheceu Lady Pamela Hawley, que se tornaria seu primeiro amor (e alguns dizem apenas verdade). Tragicamente, ela morreu antes que Fury pudesse propor casamento a ela. Durante sua relação com Hawley, eles cruzaram caminhos com o Doutor Estranho no gosto de suas estranhas e extraordinárias aventuras futuras. Durante a guerra, Fury e seu Comando Selvagem enfrentaram ameaças superpoderosas que incluíam desde vampiros a seres interdimensionais.

### Fórmula do Infinito
Duas lesões graves sofridas durante este tempo teriam um sério impacto em sua vida posteriormente: uma explosão de granada começou a lenta deterioração da visão de seu olho esquerdo e um acidente numa mina o levou a ser injetado com a Fórmula do Infinito pelo Professor Berthold Sternberg na França.
A fórmula do Infinito retardou substancialmente seu processo de envelhecimento, apesar de sua vida ter sido salva, as conseqüências da fórmula do Infinito o atormentariam ao longo de sua vida, como ver muitos de seus amigos envelhecer e morrer, ser o alvo de vários vilões que procuram seu segredo. O próprio Dr. Sternberg não estava imune a tirar proveito da situação delicada de Fury, basicamente mantendo a vida de Fury por resgate a partir de 1946 a todos os anos até 1976, cobrando uma taxa elevada dele por mais do soro.

### Guerra Civil
Durante a Guerra Civil, Nick Fury ajudou secretamente o lado Anti-Registro do Capitão América oferecendo as bases de operação e os esconderijos do grupo.

### Guerra Civil II
No meio da segunda guerra civil super-humana, Fury foi enviado em uma missão para neutralizar uma célula da Hidra posando como agentes da S.H.I.E.L.D. De acordo com uma previsão do profiler inumano Ulysses Cain, o sucesso do ataque da pilha em S.H.I.E.L.D. poderia revelar-se fatal.
Em seu caminho para uma base no Arizona, Fury foi atacado por soldados aliados, que eram agentes leais a S.H.I.E.L.D. em vez de infiltrados da HIdra como ele suspeitava. Para encontrar a fonte dos traidores, que alegaram que Fury tinha que morrer para garantir a sobrevivência da S.H.I.E.L.D., Nick decidiu forjar sua morte e escapar do alvo.
Fury interrogou um ex-agente da S.H.I.E.L.D., Elton Blake e foi dirigido a um base abandonada da S.H.I.E.L.D. nomeada Ulu no Alaska. Uma vez lá, Fury tentou encurralar o cérebro, mas ele foi pego desprevenido pela sua velocidade, como resultado, o vilão fugiu. Depois, Fury se infiltrou na base gama e transferiu grandes quantidades de dados confidenciais para o Cérebro, evadindo a Viúva Negra no processo.
Sua investigação o levou à base subterrânea de Kratos, onde Líder foi revelado como um chamariz de Modelo de vida de seu pai. O LMD revelou que a previsão de Ulysses não envolveu uma célula de Hidra, mas que a próxima missão de Nick Fury lhe custaria a vida, mas não tomar parte nela teria resultado na destruição da S.H.I.E.L.D. A fim de parar o líder e seus planos, Fury destrói a viga de sustentação principal da base, fazendo tudo desabar.
Fury sobrevive ao colapso e recupera a cabeça do LMD destruído para invadir e entender como ele puxou seu plano. Nick perdoa Maria Hill por tê-lo enviado em uma missão que quase causou sua morte, reconhecendo o que era a sua responsabilidade como diretor, para garantir a sobrevivência da S.H.I.E.L.D., mas não ignora que ela não tenha tido o informado sobre isso. Devido a isso, Fury decide adiar o seu regresso a S.H.I.E.L.D., e permanece isolado, confiando na única pessoa que poderia confiar: nele mesmo.

## Poderes e habilidades
- Envelhecimento Retardado pela Fórmula do Infinito: o envelhecimento de Nick Fury tinha sido retardado pela Fórmula do Infinito, um soro criado pelo Dr. Berthold Sternberg. Fury foi primeiro injetado com o soro na década de 40. Fury tomou o soro anualmente por muitos anos. Devido ao seu efeito cumulativo, Fury já não precisa de doses adicionais para prolongar a sua vida útil.

### Habilidades
- Treinamento Militar Avançado: Fury treinou como paraquedista, ranger, especialista em demolições e especialista em veículos. Ele detém uma licença de tonelagem ilimitada em todos os mares, como comandante de embarcações oceânicas. Fury completou o treinamento das Forças Especiais dos boinas verdes e pretas e foi um agente do OSS (Office of Strategic Services) e uma ligação do MI-5 (British Secret Intelligence).
- Grande Estrategista: Fury é um estrategista militar perito em táticas de guerrilha. Ele tinha sido amplamente considerado um dos, se não o maior, perito em táticas do planeta, tanto dentro quanto fora de campo. Ele é capaz de formular estratégias de guerra e seu brilhante senso tático permite que ele altere qualquer estratégia para atender a necessidade da situação. Durante os eventos da saga Pecado Original, ele se mostrou um manipulador experiente, aparentemente orquestrando todos os eventos, com exceção da chegada dos Vingadores.
- Perito em Armas de Fogo: ele é proeficiente no uso de pistolas, metralhadoras, bazucas.
- Ótimo Atirador: ele é excepcional no uso de cada tipo de arma de fogo que às vezes é descrito como sendo ambidestro a este respeito. Ele é habilidoso em arremesso de armas brancas, como facas, também.
- Mestre em Combate Corpo-a-Corpo: Fury é experiente em combate armado e desarmado, era um boxeador peso-pesado no Exército, faixa preta em Tae Kwon Do e faixa marrom em Jiu-Jitsu. Fury aprimorou suas habilidades de luta com o Steve Rogers.
- Poliglota: Fury além falar em inglês, ele também é fluente em alemão, russo, japonês e algumas outras línguas.
- Piloto: como um agente da S.H.I.E.LD. Fury é proficiente na condução de carros, motos, caminhões, petroleiros, helicópteros, barcos a motor, submarinos e alguns tipos de trens e veículos utilitários. Em sua juventude, Fury aprendeu a voar em aviões.

## Outras versões

### 1602
Na graphic novel 1602, a contraparte de Nick Fury se chama Sir Nicholas Fury, e ele é o chefe de espionagem da Rainha Elizabeth I e tem como pajem o jovem Peter Parquagh, a contraparte do Homem-Aranha dessa realidade.

### Marvel Millenium
No Universo Marvel Millenium, que reimagina os heróis e vilões do Universo Marvel, Nick Fury é um afro-americano que têm sua aparência explicitamente baseada no ator Samuel L. Jackson. Isso foi permitido pelo próprio, em troca de poder interpretar Fury no cinema. A versão negra de Fury acabaria incorporada ao universo normal da Marvel como Nick Fury, Jr. filho do Nick Fury.

### Marvel Zumbis
Numa realidade alternativa onde a maioria dos heróis da Marvel Comics se transforma em mortos-vivos, Nicholas sobrevive e organiza uma frente contra os zumbis, mas é devorado pelos mesmos.

### Dinastia M
Nick Fury foi um grande amigo de James Howlet e o que o treinou para combate. Um humano cheio de garra que é perseguido pelos seus ideais: Humanos não podem mais se rebaixar aos mutantes.
Na guerra Humano-Mutante, Nick tentou, de todas as maneiras, ajudar os humanos a vencer. Mas sus tentativas falharam e os mutantes, conduzidos por Magneto, venceram a decisiva guerra. Agora, vive refugiado e escondido pois são muitos os que querem sua cabeça, como o lider da S.H.I.E.L.D. Sebastian Shaw.

## Em outras mídias

### Desenhos Animados
- Nick Fury aparece pela primeira vez fora dos quadrinhos na animação Iron Man, dublado por Philip Abbott. Também apareceria nos outros desenhos da Marvel da época com a mesma voz, Homem-Aranha: A Série Animada e X-Men: Animated Series, também sendo citado em The Incredible Hulk.
- Fury é destaque no episódio "Worlds Apart" Pt. 1 da série animada Homem-Aranha: Sem Limites, voz de Mark Gibbon.
- Fury é destaque nos episódios "Operation: Rebirth", "Day of Recuperation", "X-23", "Target X", "Uprising" e "Ascension" do desenho animado de 2003, X-Men: Evolution, dublado por Jim Byrnes. A série marca sua última aparição representado como um homem caucasiano.
- Fury aparece no episódio "Wolverine vs The Hulk" da série animada de 2009, Wolverine and the X-Men.
- Fury reaparece na série animada Iron Man: Armored Adventures, dublado por Dean Redman.
- Fury aparece em Esquadrão de Heróis, dublado por Kevin Michael Richardson.
- Alex Désert reprisa seu papel como Fury na série animada The Avengers: Earth's Mightiest Heroes. No desenho, ele aparece inicialmente como o Diretor da S.H.I.E.L.D., mas deixa a posição para investigar a invasão Skrull.
- Chi McBride dubla Fury na série animada Ultimate Spider-Man, assim como em: Vingadores Unidos, Phineas e Ferb: Missão Marvel, Hulk e os Agentes da S.M.A.S.H. e Lego Marvel Super Heroes: Maximum Overload.

### Filmes
- Em 1998, foi realizado o filme para televisão Nick Fury: Agent of S.H.I.E.L.D., o personagem foi interpretado por David Hasselhoff.[5][6] Em 2008, o filme foi lançado em DVD.[7]
- Fury aparece pela primeira vez na sua versão ultimate, em Os Supremos (2006) e Os Supremos 2 (2007).

### Universo Cinematográfico Marvel
Nick Fury é interpretado pelo consagrado ator Samuel L.Jackson no Universo Cinematográfico da Marvel. O vice-presidente da Marvel Studios, Louis D'esposito uma vez comentou sobre a ideia de produzir um Curta-Metragem sobre um jovem Fury, mas acabou não o fazendo, pois seria muito complicado.
- Sua primeira aparição acontece na cena pós-crédito do filme Homem de Ferro (2008), ele visita Tony Stark em sua mansão e diz que ele não é o único herói da Terra.
- Em Homem de Ferro 2 (2010), Fury aparece para tentar convencer Stark à aderir a Iniciativa Vingadores.
- Em Thor (2011), Fury surge na cena pós-crédito convidando Erik Selvig para estudar o Tesseract.
- Na cena final de Capitão América: O Primeiro Vingador (2011), Nick Fury interrompe a fuga de Steve Rogers e revela que ele esteve dormindo por quase 70 anos.
- Em Os Vingadores (2012), Fury é o responsável pela formação do grupo, para enfrentar a ameaça de Loki, e chega a derrubar um avião que lançaria um míssil nuclear contra Nova York.
- Em Capitão América 2: O Soldado Invernal (2014), ao desconfiar de uma conspiração dentro da S.H.I.E.L.D., Fury sofre um atentado e acaba morto, mais tarde ele revela que havia forjado sua morte para escapar da HIDRA.
- Fury aparece em dois episódios da primeira temporada do seriado Agents of S.H.I.E.L.D. (2014), primeiro no episódio "0-8-4", reclamando dos danos sofridos por Phil Coulson em seu avião, e no final de temporada  "Beginning of the End", ajudando Coulson a derrotar um agente infiltrado e designando-o como novo diretor da S.H.I.E.L.D.
- Em Vingadores: Era de Ultron (2015), Fury aparece na casa de Clint Barton para ajudar os Vingadores a formular um plano para impedir Ultron, e mais tarde surge em um Heliporta-aviões para ajudar na evacuação de Sokovia.
- Na cena pós-créditos Vingadores: Guerra Infinita (2018), Fury, tentando se comunicar com a Capitã Marvel, é morto pelas ações de Thanos na cena pós-créditos.
- Uma versão mais jovem de Fury aparece em Capitã Marvel (2019), que se passa nos anos 90. Fury, à época ainda agente da S.H.I.E.L.D., ajuda Carol Danvers ao longo do filme, perde a visão em seu olho esquerdo depois de ser arranhado pelo gato alienígena Goose, e é inspirado por Danvers para criar a Iniciativa Vingadores.
- Fury aparece no final de Vingadores: Ultimato (2019) durante o funeral de Tony Stark, tendo sido revivido por Bruce Banner usando as joias do infinito.
- Em Homem-Aranha: Longe de Casa , Fury recruta Peter Parker, que está de férias na Europa com sua classe, para lutar contra os Elementais ao lado de Mystério, que depois tenta atacar Fury e Maria Hill em Londres. No pós-créditos, revela-se que o Fury do filme na verdade era o Skrull Talos, com o verdadeiro Fury estando em uma base espacial.

### Videogames
- Em 1993, Nick Fury aparece no game The Punisher, disponível em Arcade e em outros consoles caseiros, como o personagem disponível para o segundo jogador.[10]
- Em Marvel Ultimate Alliance, o Nick Fury é jogável em todas as plataformas, sendo que seu ataque extremo é o S.H.I.E.L.D. Strike e suas roupas são: Classic, Stealth, Ultimate e General Fury. Na continuação Marvel Ultimate Alliance 2 pode ser destravado após completar a campanha, e em Marvel Ultimate Alliance 3 seu filho negro Nick Fury, Jr. é um personagen não jogável.
- Em Disney Infinity: 2.0 Nick Fury é jogável na Toy Box e tambem no "Play Set" do Homem-Aranha.
- Fury é personagem jogável em Lego Marvel Super Heroes,Lego Marvel Super Heroes 2, Lego Marvel's Avengers, Marvel Puzzle Quest,  Marvel: Future Fight e Marvel Strike Force.

## Ligações Externas
- «Nick Fury» (em inglês). no Marvel.com